# Heliocontia truncatula
Heliocontia truncatula là một loài bướm đêm trong họ Noctuidae.